# Phyllanthus callejasii
Phyllanthus callejasii är en emblikaväxtart som beskrevs av Grady Linder Webster. Phyllanthus callejasii ingår i släktet Phyllanthus och familjen emblikaväxter.
Artens utbredningsområde är Colombia. Inga underarter finns listade i Catalogue of Life.